# RB Leipzig in het seizoen 2023/24
Het seizoen 2023/2024 is het 15e jaar in het bestaan van de Duitse voetbalclub RB Leipzig. De club kwam uit in de Bundesliga en eindigde op een vierde plaats. Ook nam het deel aan het toernooi om de DFB Pokal, hierin werd in de tweede ronde met 1–0 verloren van VfL Wolfsburg. De DFL-Supercup werd winnend afgesloten door FC Bayern München met 3–0 te verslaan. Na het behalen van de derde plaats in het vorige seizoen nam de club deel aan de Champions League. De groepsfase werd afgesloten op de tweede plaats wat betekende dat er na de winterstop werd meegedaan in de knock-outrondes. Hierin werd in de achtste finale over twee wedstrijden verloren van Real Madrid CF met 2–1.

## Wedstrijdstatistieken

### Bundesliga
|       | FC Augsburg | 1. FC Union Berlin | VfL Bochum | Werder Bremen | Darmstadt 98 | Borussia Dortmund | Eintracht Frankfurt | SC Freiburg | 1. FC Heidenheim | TSG 1899 Hoffenheim | 1. FC Köln | Bayer 04 Leverkusen | 1. FSV Mainz 05 | Borussia Mönchengladbach | FC Bayern München | VfB Stuttgart | VfL Wolfsburg |
| ----- | ----------- | ------------------ | ---------- | ------------- | ------------ | ----------------- | ------------------- | ----------- | ---------------- | ------------------- | ---------- | ------------------- | --------------- | ------------------------ | ----------------- | ------------- | ------------- |
| Thuis | 3 – 0       | 2 – 0              | 0 – 0      | 1 – 1         | 2 – 0        | 4 – 1             | 0 – 1               | 3 – 1       | 2 – 1            | 3 – 1               | 6 – 0      | 2 – 3               | 0 – 0           | 2 – 0                    | 2 – 2             | 5 – 1         | 3 – 0         |
| Uit   | 2 – 2       | 0 – 3              | 1 – 4      | 1 – 1         | 1 – 3        | 2 – 3             | 2 – 2               | 1 – 4       | 1 – 2            | 1 – 1               | 1 – 5      | 3 – 2               | 2 – 0           | 0 – 1                    | 2 – 1             | 5 – 2         | 2 – 1         |

### DFB Pokal
| 1e ronde                           | SV Wehen Wiesbaden    | 2 – 3 (1 – 2) | RB Leipzig                               |
| Plaats: Wiesbaden Brita-Arena      | Ivan Prtajin 41', 73' |               | 7' Emil Forsberg 18', 70' Benjamin Šeško |
| 2e ronde                           | VfL Wolfsburg         | 1 – 0 (1 – 0) | RB Leipzig                               |
| Plaats: Wolfsburg Volkswagen Arena | Václav Černý 14'      |               |                                          |

### DFL-Supercup
| Finale                        | FC Bayern München | 0 – 3 (0 – 3) | RB Leipzig                    |
| Plaats: München Allianz Arena |                   |               | 3', 44', 68' (pen.) Dani Olmo |

### Champions League

#### Groepsfase
| Groepsfase                        | BSC Young Boys                                             | 1 – 3 (1 – 1) | RB Leipzig                                                 |
| Plaats: Bern Wankdorf Stadion     | Meschack Elia 33'                                          |               | 3' Mohamed Simakan 73' Xaver Schlager 90+2' Benjamin Šeško |
| Groepsfase                        | RB Leipzig                                                 | 1 – 3 (0 – 1) | Manchester City FC                                         |
| Plaats: Leipzig Red Bull Arena    | Loïs Openda 48'                                            |               | 25' Phil Foden 84' Julián Álvarez 90+2' Jérémy Doku        |
| Groepsfase                        | RB Leipzig                                                 | 3 – 1 (1 – 0) | Rode Ster Belgrado                                         |
| Plaats: Leipzig Red Bull Arena    | David Raum 12' Xavi Simons 59' Dani Olmo 84'               |               | 70' Marko Stamenić                                         |
| Groepsfase                        | Rode Ster Belgrado                                         | 1 – 2 (0 – 1) | RB Leipzig                                                 |
| Plaats: Leipzig Red Bull Arena    | Benjamin Henrichs 81' (e.d.)                               |               | 8' Xavi Simons 77' Loïs Openda                             |
| Groepsfase                        | Manchester City FC                                         | 3 – 2 (0 – 2) | RB Leipzig                                                 |
| Plaats: Manchester Etihad Stadium | Erling Braut Haaland 54' Phil Foden 70' Julián Álvarez 87' |               | 13', 33' Loïs Openda                                       |
| Groepsfase                        | RB Leipzig                                                 | 2 – 1 (0 – 0) | BSC Young Boys                                             |
| Plaats: Leipzig Red Bull Arena    | Benjamin Šeško 51' Emil Forsberg 56'                       |               | 53' Ebrima Colley                                          |

#### Knock-outfase

##### Achtste finale
| Achtste finale                           | RB Leipzig          | 0 – 1 (0 – 0) | Real Madrid CF  | Opstelling RB Leipzig: |
| Plaats: Leipzig Red Bull Arena           |                     |               | 48' Brahim Díaz | Gulácsi, Raum, Orbán, Klostermann, Simakan, Schlager ( 90' Kampl), Henrichs ( 75' Haidara), Simons, Olmo ( 76' Elmas), Šeško, Openda ( 75' Poulsen) |
| Achtste finale                           | Real Madrid CF      | 1 – 1 (3 – 0) | RB Leipzig      | Opstelling RB Leipzig: |
| Plaats: Madrid Estadio Santiago Bernabéu | Vinícius Júnior 65' |               | 68' Willi Orban | Gulácsi, Raum, Lukeba, Orbán, Henrichs, Schlager ( 85' Elmas), Haidara ( 90' Kampl), Simons, Olmo, Openda ( 77' Poulsen), Šeško ( 85' Baumgartner)  |

## Statistieken RB Leipzig 2023/2024

### Eindstand RB Leipzig in de Bundesliga 2023 / 2024
| Stand | Gespeeld | Gewonnen | Gelijk | Verloren | Punten | Doelpunten voor | Doelpunten tegen | Gele kaarten | Rode kaarten |
| ----- | -------- | -------- | ------ | -------- | ------ | --------------- | ---------------- | ------------ | ------------ |
| 4e    | 34       | 19       | 8      | 7        | 65     | 77              | 39               | 60           | 1            |

### Topscorers
| #                | Naam                  | Goal |
| ---------------- | --------------------- | ---- |
| 1.               | Loïs Openda           | 24   |
| 2.               | Benjamin Šeško        | 14   |
| 3.               | Xavi Simons           | 10   |
| 4.               | Christoph Baumgartner | 5    |
| 4.               | Yussuf Poulsen        | 5    |
| 6.               | Dani Olmo             | 4    |
| 7.               | Emil Forsberg         | 2    |
| 7.               | Amadou Haidara        | 2    |
| 7.               | David Raum            | 2    |
| 7.               | Mohamed Simakan       | 2    |
| 7.               | Timo Werner           | 2    |
| 12.              | Benjamin Henrichs     | 1    |
| 12.              | Kevin Kampl           | 1    |
| 12.              | Lukas Klostermann     | 1    |
| 12.              | Castello Lukeba       | 1    |
| Eigen doelpunten |                       |      |
| –                | Onbekend              | 3    |
| Totaal           | Totaal                | 77   |

| #      | Naam           | Goal |
| ------ | -------------- | ---- |
| 1.     | Benjamin Šeško | 2    |
| 2.     | Emil Forsberg  | 1    |
| Totaal | Totaal         | 3    |

| #      | Naam      | Goal |
| ------ | --------- | ---- |
| 1.     | Dani Olmo | 3    |
| Totaal | Totaal    | 3    |

| #      | Naam            | Goal |
| ------ | --------------- | ---- |
| 1.     | Loïs Openda     | 4    |
| 2.     | Benjamin Šeško  | 2    |
| 2.     | Xavi Simons     | 2    |
| 4.     | Emil Forsberg   | 1    |
| 4.     | Dani Olmo       | 1    |
| 4.     | Willi Orbán     | 1    |
| 4.     | David Raum      | 1    |
| 4.     | Xaver Schlager  | 1    |
| 4.     | Mohamed Simakan | 1    |
| Totaal | Totaal          | 14   |

### Kaarten
| #      | Naam                  | Kreeg geel |
| ------ | --------------------- | ---------- |
| 1.     | Xavi Simons           | 10         |
| 2.     | Mohamed Simakan       | 8          |
| 3.     | Xaver Schlager        | 7          |
| 4.     | David Raum            | 6          |
| 5.     | Amadou Haidara        | 5          |
| 5.     | Benjamin Henrichs     | 5          |
| 7.     | Loïs Openda           | 4          |
| 8.     | Christoph Baumgartner | 3          |
| 8.     | Kevin Kampl           | 3          |
| 8.     | Lukas Klostermann     | 3          |
| 8.     | Castello Lukeba       | 3          |
| 12.    | Willi Orbán           | 2          |
| 13.    | Nicolas Seiwald       | 1          |
| Totaal | Totaal                | 60         |

| #      | Naam        | Kreeg voor de tweede keer geel en dus rood |
| ------ | ----------- | ------------------------------------------ |
| 1.     | Xavi Simons | 1                                          |
| Totaal | Totaal      | 1                                          |

| #      | Naam        | Weggestuurd |
| ------ | ----------- | ----------- |
| –      | Geen speler | 0           |
| Totaal | Totaal      | 0           |